# Blatier
Le blatier est un marchand de blé ou de grains,. Cet ancien métier était pratiqué principalement dans le nord de la France aux XVIIIe et XIXe siècles et est mentionné par Diderot dans son Encyclopédie. Il les décrit comme « de petits marchands forains qui vont avec des chevaux ou des ânes chercher le blé dans les campagnes, et qui l'amènent à somme dans les marchés des grandes villes. » Les blatiers constituent en effet un niveau intermédiaire entre les regrattiers qui œuvrent au niveau d'une ville et les négociants qui supervisent des quantités plus importantes. 
On en trouve aussi mention en Gascogne au XVIIe siècle sous la forme bladier. 

## Synonymes
- Blutier, Bladier.